# Kenneth Amis
Kenneth Amis (* 1970 in Bermuda) ist ein US-amerikanischer Tubist und Komponist.
Amis ist Absolvent der Universität von Boston und des New England Conservatory of Music und Mitglied des Blechbläserquintetts Empire Brass. Er unterrichtet unter anderem an der Royal Academy of Music in London, der Boston University, dem Boston Conservatory, dem Conservatory an der Lynn University, der Longy School of Music und am New England Conservatory of Music. Amis lebt in Norwood (Massachusetts).